# Copper Box
La Copper Box o Caja de cobre (originalmente conocida como Handball Arena) es un recinto deportivo construido para los Juegos Olímpicos de Londres 2012 y los Juegos Paralímpicos de Londres 2012. Se encuentra en el Parque Olímpico en la parte del municipio de Hackney en Londres. Cuenta con un aforo de 7000 espectadores y fue concebido para las pruebas de la fase de grupos y los cuartos de final femeninos de balonmano y pentatlón moderno, en concreto la esgrima de los Juegos Olímpicos y para la de golbol de los Juegos Paralímpicos.

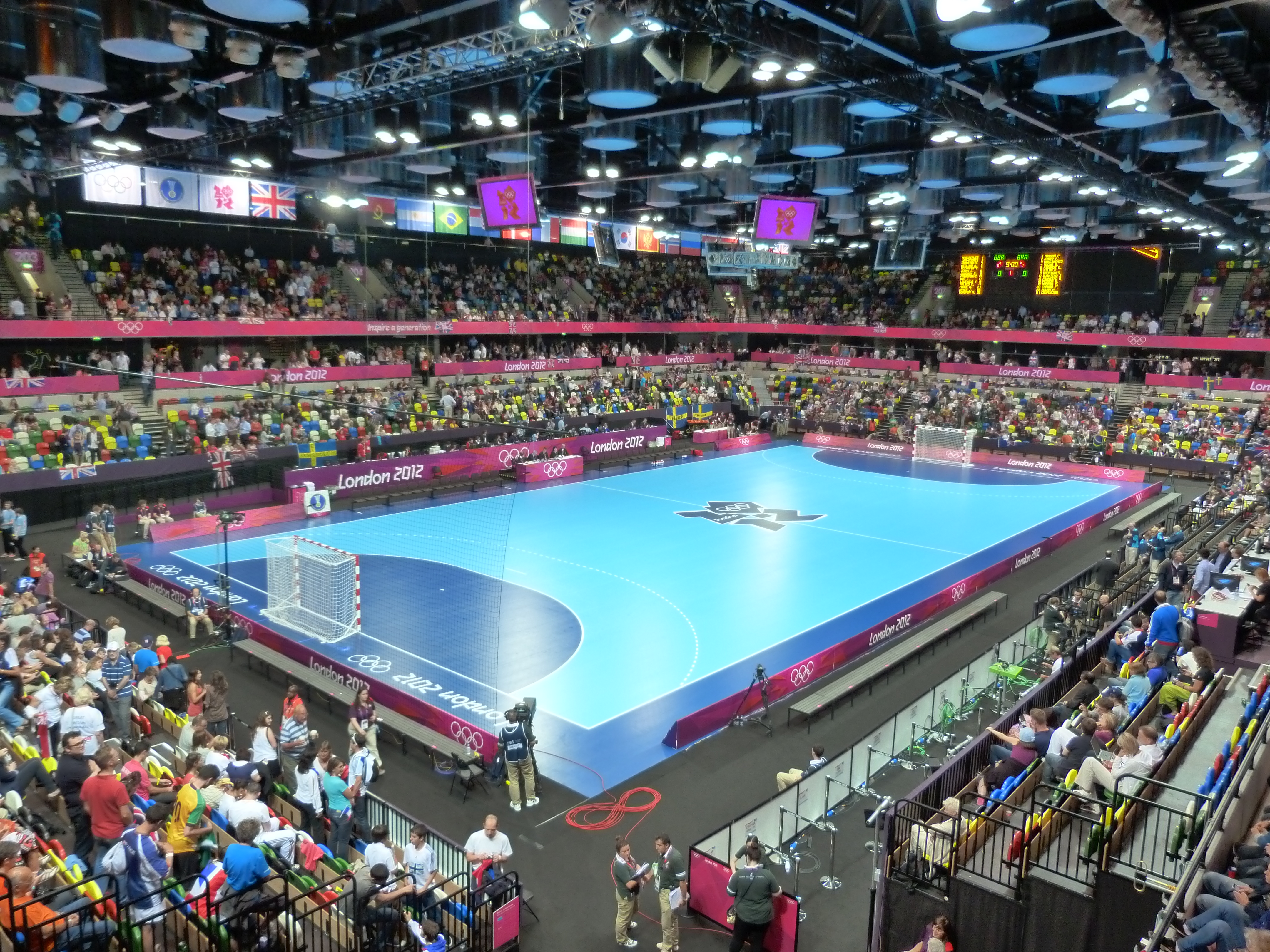
La Copper Box durante la competición de balonmano en los Juegos Olímpicos de Londres 2012.